# Bembridge Airport
Bembridge Airport är en flygplats i Storbritannien.   Den ligger i grevskapet Isle of Wight och riksdelen England, i den södra delen av landet, 120 km sydväst om huvudstaden London. Bembridge Airport ligger 8 meter över havet. Den ligger på ön Isle of Wight.
Terrängen runt Bembridge Airport är huvudsakligen platt, men åt sydväst är den kuperad. Havet är nära Bembridge Airport österut.  Närmaste större samhälle är Portsmouth, 13,5 km norr om Bembridge Airport. 